# 衛伯玉
衛 伯玉（えい はくぎょく、生年不詳 - 776年）は、唐代の軍人。

## 経歴
膂力があり、幼くして武芸を習った。天宝年間、安西都護府で従軍し、辺境での功により員外諸衛将軍に累進した。至徳元載（756年）、粛宗が即位し、反乱鎮圧の軍を起こすと、伯玉は激しく興奮して、功名を立てようと思い、安西から長安に帰った。神策軍兵馬使として駐屯した。乾元2年（759年）、史思明が部将の李帰仁の鉄騎3000を派遣して進攻してくると、伯玉は数百騎をもって陝県礓子阪でこれを撃破し、李帰仁を敗走させた。功により右羽林軍大将軍となった。四鎮・北庭行営節度使に転じた。捕虜100人あまりを朝廷に献上すると、粛宗の命によりかれらの縛を解かせて赦した。伯玉は神策軍節度使となった。上元2年（761年）、史思明が兵を率いて西上し、長安をうかがい、史朝義が部下を率いて陝州を夜襲した。伯玉は兵を率いて逆撃し、反乱軍を永寧で破った。反乱軍が撤退すると、伯玉は特進に位を進められ、河東郡公に封じられた。
広徳元年（763年）冬、吐蕃が長安に侵攻し、代宗が陝州に避難すると、伯玉は江陵尹に任じられ、御史大夫を兼ね、荊南節度観察等使となった。永泰2年（766年）、検校工部尚書を加えられた。大暦2年（767年）、城陽郡王に封じられた。伯玉の母が死去したため、朝廷は王昂をかれに代わる荊南節度使として派遣したが、伯玉はひそかに将軍や官吏たちをあてこすって詔を受けず、本官のまま荊南節度使として復帰した。服喪よりも軍務を優先した態度は当時の世論に批判された。大暦11年（776年）2月、入朝し、長安で病没した。

## 伝記資料
- 『旧唐書』巻115 列伝第65
- 『新唐書』巻141 列伝第66